# Assassinat
Pour les articles homonymes, voir Assassin.

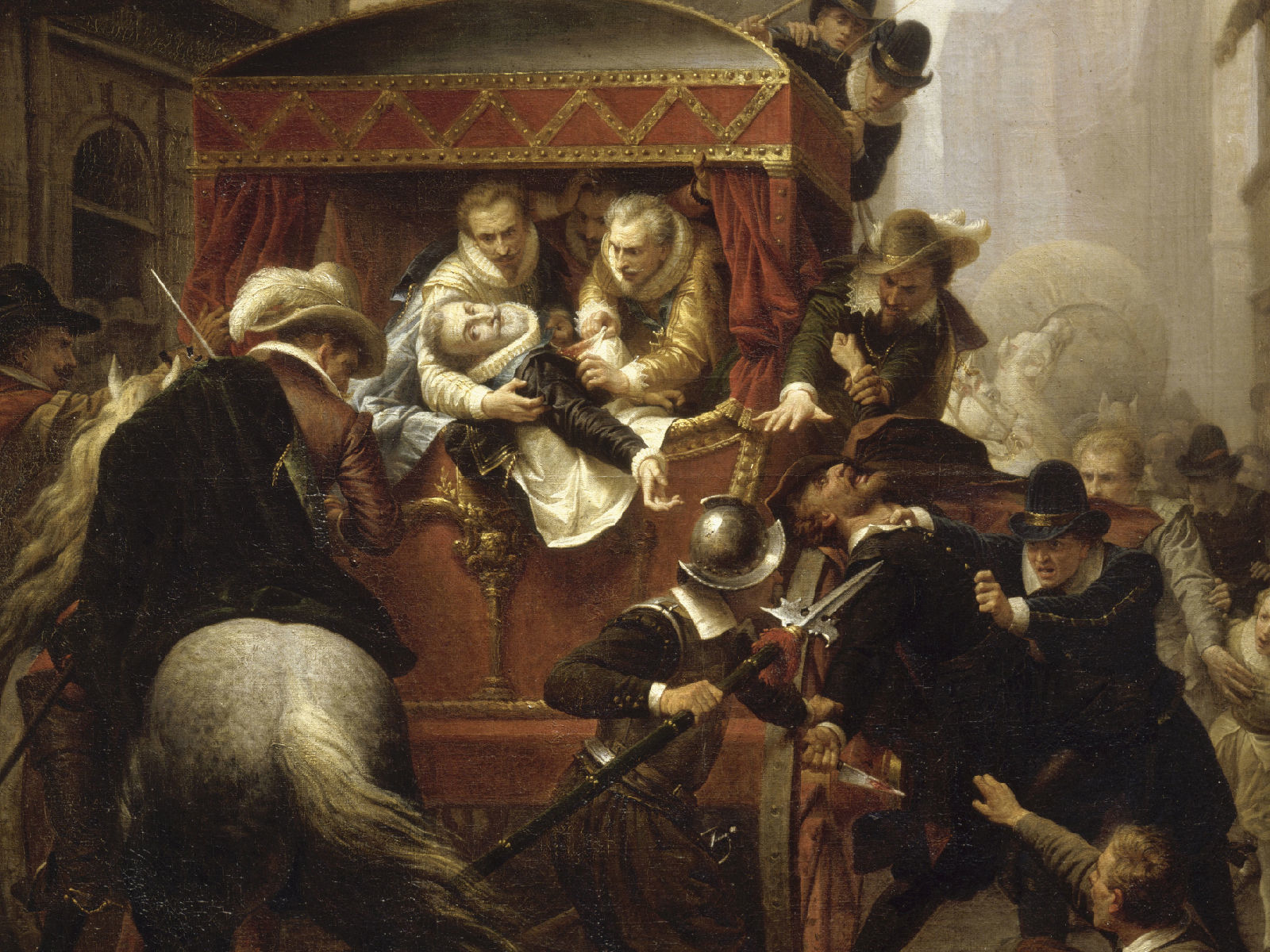
Assassinat d'Henri IV et arrestation de Ravaillac le 14 mai 1610, Charles-Gustave Housez, XIX.

Un assassinat est une forme aggravée du meurtre (homicide volontaire), en raison d'une préméditation (en droit français), d'une manière d'agir ou d'un mobile particulièrement condamnable (droit suisse ou allemand) ou d'autres circonstances considérées comme aggravantes. Dans certains pays francophones, le terme n'est pas utilisé juridiquement. 
Depuis que le droit pénal existe, cet acte est considéré comme le plus grave des crimes contre la personne et pour lequel les peines sont les plus sévères, comme l'emprisonnement à perpétuité (ou, dans certains pays, la peine de mort).

## Étymologie
Le substantif masculin « assassinat » est dérivé du radical du verbe « assassiner », avec le suffixe -at. C'est un acte criminel, de pure violence (meurtre prémédité) à l'égard d'autrui.
Assassin est issu de l'italien assassino, assessino, mot emprunté à l'arabe hašiš par l'intermédiaire d'un pluriel arabe non attesté *Hashīshiyyīn, qui serait le nom d'une secte chiite ismaéliste du Moyen-Orient, les Nizarites.
Selon la légende, les membres de cette secte étaient conditionnés par leur chef à tuer sous l'emprise de haschich, d'où leur nom (mais ce nom pourrait dériver également du mot arabe « assas » qui signifie « gardien », ou celui qui surveille[réf. nécessaire]).
On[Qui ?] donne une version assez différente de cette étymologie dès le XIVe siècle, voire avant. Le Vieux de la Montagne, que l'on considère comme le chef de la « secte des Assassins » aurait été en réalité le chef d'un petit état de Phénicie dont les quelques cités se trouvaient dans des lieux montagneux inaccessibles. La population que certains auteurs (Tindal, Histoire de l'Angleterre) évaluent à 40 000 aurait été largement supérieure (60 000 selon Larrey, Histoire d'Éléonore de Guyenne), et vivait certes de brigandage mais comptait aussi des marchands établis dans les villes maritimes et des paysans qui travaillaient certaines régions que les voyageurs décrivent comme fertiles et agréables. Se disant descendants d’Arsace, le fondateur de l'empire Parthe à la mort d'Alexandre, ces populations se donnaient le nom d’Arsacides. Les Européens les auraient appelés, par corruption, « Assassins »[réf. nécessaire]. Le terme d'Arsacides désigne les membres de la dynastie de rois parthes ayant régné sur l'Iran pour former l'empire parthe.

## Par pays

### Allemagne
Le droit pénal allemand réprime l’assassinat (Mord) par le § 211 du code pénal (Strafgesetzbuch). C'est le seul crime en droit allemand qui est puni de la réclusion criminelle à perpétuité. Le droit allemand dispose que ce crime est imprescriptible.
L’assassinat en droit pénal allemand n'exige pas de la préméditation. En effet, la différence entre un assassinat et un meurtre (Totschlag), qui est réprimé moins sévèrement, se fait par une liste des éléments psychologiques ou physiques qui sont considérés particulièrement condamnables. Selon le droit allemand un assassinat est un meurtre qui est commis :
1. En raison d'envie de tuer, de satisfaction sexuelle, d'avidité ou d'autres mobiles vulgaires ;
2. Avec guet-apens, cruellement ou par des moyens particulièrement dangereux ;
3. Pour permettre la commission d'une autre infraction ou pour cacher une autre infraction déjà commise.

Le meurtre (Totschlag) se définit de manière négative dans le § 212 du code pénal allemand : est considéré un meurtre tout acte de donner volontairement la mort à autrui sans commettre un assassinat. Il est puni d'un minimum de cinq ans de réclusion criminelle.

### Canada
Au Canada, le mot « assassinat » n'est pas un terme juridique. La notion française d'assassinat est par contre similaire à l'infraction canadienne de meurtre au premier degré.

### États-Unis
Aux États-Unis, le mot assassinat n'est pas un terme juridique, sauf lorsqu'il est question d'assassinats politiques tels que des assassinats de présidents. Par contre, le « meurtre au premier degré » (First Degree Murder) est similaire à la notion française d'assassinat, tandis que le « meurtre au second degré » (Second Degree Murder) désigne un meurtre qui n'est pas un meurtre au premier degré. Des meurtres non prémédités commis durant l'accomplissement de certains crimes (incendies volontaires, attaque à main armée, etc.) peuvent se voir élevés au rang de meurtres au premier degré[réf. nécessaire].

### France
En droit français, l'assassinat est défini par l'article 221-3 du code pénal comme un meurtre prévu et préparé par son auteur. Il suppose donc la préméditation, c'est-à-dire la prise de décision de tuer autrui et la réflexion sur la mise en œuvre de cette décision. Depuis la loi du 17 mai 2011, l'assassinat désigne également le meurtre commis avec guet-apens, qui constitue une forme particulière de préméditation. Contrairement au meurtre simple, qui est puni de 30 ans de réclusion criminelle, l'assassinat est un meurtre aggravé puni de la réclusion criminelle à perpétuité.

#### Mandat criminel
Le mandat criminel est, selon l'article 221-5-1 du code pénal, le simple fait de faire à une personne des offres ou des promesses ou de lui proposer des dons, présents ou avantages quelconques afin qu'elle commette un assassinat. Il est passible de 10 ans d'emprisonnement et de 150 000 € d'amende, même lorsque celui-ci n'a été ni commis ni tenté.

### Suisse
En Suisse, l'assassinat est défini par l'article 112 du Code pénal comme un meurtre commis avec une « absence particulière de scrupules, notamment si son mobile, son but ou sa façon d’agir est particulièrement odieux ». Tel est le cas par exemple d'un crime d'honneur, d'un homicide dans le but d'un brigandage, d'un homicide par fanatisme religieux, politique ou par dédain.